# Michael I. Rangabe
Michael I. Rangabe († 11. ledna 844) byl byzantský císař vládnoucí v letech 811–813. Jeho otec Theofylaktos měl titul patrikia a zastával funkci drungaria loďstva.

## Cesta na trůn
Michael byl zetěm byzantského císaře Nikefora I. Když pak tento panovník zahynul v červenci 811 v bitvě s Bulhary, začala jeho dcera Prokopia prosazovat na konstantinopolský trůn vedle svého těžce zraněného bratra Staurakia ještě svého muže Michaela. Nakonec dosáhla navzdory snahám různých stran, které chtěly dosadit vlastního kandidáta na trůn, svého. Podle anglické historičky Judith Herrinové to prý byla právě Prokopia, kdo se stal dominantní silou na císařském dvoře a vykonával skutečnou vládu, zatímco císař se „věnoval křesťanské filantropii“.

## Války s Bulhary a poměr ke Karlu Velikému
Michael se ujal vlády v době velkého ohrožení byzantské říše Bulhary. Rozhodl se proto uznat Karla Velikého císařem, aby si tak uvolnil ruce pro boj s útočníky. Ultimativní mírovou smlouvu, kterou mu nabídl chán Krum, však odmítl. V červnu 813 se střetl u Versinikie nedaleko Adrianopole s Bulhary a utrpěl těžkou porážku, které Krum využil k další expanzi. Jednou z příčin neúspěchu byla prý zrada stratéga thematu Anatolikon Leona, kterého poté armáda provolala císařem. Zvýšené nebezpečí ze strany Bulharů také odvrátilo od Michaela vojenské velitele i významné církevní hodnostáře včetně patriarchy Nikefora.
Karlu Velikému přiznal Michael I. titul basileus, to znamená císař, a uznal západní císařství za rovnocenné s východním. Roku 812 to vyhlásili jeho vyslanci v Cáchách. Titul basileus ton Rhomaion – římský císař, jenž v sobě skrýval vyjádření univerzálních nároků, však zůstal vyhrazen pouze panovníkům východního impéria.

## Abdikace
Po prohlášení Leona V. císařem se Michael Rangabe trůnu vzdal a odešel do kláštera, kde prožil ještě mnoho let. Již během své vlády byl velmi zbožný a štědrý vůči církvi. Michaelovy syny včetně pozdějšího patriarchy Ignatia dal nový císař vykastrovat a přinutil je obléci mnišský šat. To bylo v Byzanci zcela běžným opatřením proti případnému vznesení dědických nároků.